# Cartmanův neuvěřitelný dar
Cartmanův neuvěřitelný dar (v anglickém originále Cartman's Incredible Gift) je třináctý díl osmé řady amerického animovaného televizního seriálu Městečko South Park.

## Děj
Cartman skončí v nemocnici poté, co se pokoušel létat a zranil si hlavu. Po probuzení z kómatu policisté zjistí, že zranění z něj udělalo jasnovidce a chtějí toho využít, aby mohli dopadnout sériového vraha.